# Multinomialkoeffizient
Der Multinomialkoeffizient oder auch Polynomialkoeffizient ist eine Verallgemeinerung des Binomialkoeffizienten. Für nichtnegative ganze Zahlen {\displaystyle k_{1},\dotsc ,k_{r}} und {\displaystyle n:=k_{1}+\dotsb +k_{r}} ist er definiert als
{\displaystyle {n \choose k_{1},\dotsc ,k_{r}}:={\frac {n!}{k_{1}!\dotsm k_{r}!}}.}

Dabei ist {\displaystyle n!=n\cdot (n-1)\dots 2\cdot 1} die Fakultät von {\displaystyle n} bzw. analog {\displaystyle k_{i}!} die Fakultät von {\displaystyle k_{i}}.
Für {\displaystyle r=2} und {\displaystyle k:=k_{1}} muss {\displaystyle k_{2}=n-k} sein und man erhält als Spezialfall den Binomialkoeffizienten {\displaystyle {n \choose k}={n \choose k_{1},k_{2}}={\frac {n!}{k!(n-k)!}}}.

## Eigenschaften
Multinomialkoeffizienten sind stets ganzzahlig.
Sie lassen sich aus verschiedene Arten darstellen, zum Beispiel auch mithilfe von Binomialkoeffizienten als
{\displaystyle {k_{1}+\cdots +k_{r} \choose k_{1},\ldots ,k_{r}}={k_{1} \choose k_{1}}{k_{1}+k_{2} \choose k_{2}}\cdots {k_{1}+k_{2}+\cdots +k_{r} \choose k_{r}}=\prod _{i=1}^{r}{\sum _{s=1}^{i}k_{s} \choose k_{i}}}.

## Anwendungen und Interpretationen

### Multinomialsatz
Multinomialkoeffizienen treten auf, wenn man ein Multinom, also eine Summe mit mehr als zwei Summanden potenziert. In Verallgemeinerung des binomischen Satzes gilt nämlich nach dem Multinomialtheorem (auch Polynomialsatz)
{\displaystyle (x_{1}+\dotsb +x_{r})^{n}=\sum _{k_{1}+\dotsb +k_{r}=n}{n \choose k_{1},\dotsc ,k_{r}}\cdot x_{1}^{k_{1}}\dotsm x_{r}^{k_{r}}}.
Hieraus folgt sofort:
{\displaystyle \forall r\in \mathbb {N} :r^{n}=\sum _{k_{1}+\dotsb +k_{r}=n}{n \choose k_{1},\dotsc ,k_{r}}\cdot 1^{k_{1}}\dotsm 1^{k_{r}}=\sum _{k_{1}+\dotsb +k_{r}=n}{n \choose k_{1},\dotsc ,k_{r}}.}

### Multinomialverteilung
Anwendung finden jene Koeffizienten auch in der Multinomialverteilung
{\displaystyle P(X_{1}=k_{1},X_{2}=k_{2},\dotsc ,X_{r}=k_{r})\;=\;{n \choose k_{1},\dotsc ,k_{r}}\cdot p_{1}^{k_{1}}\cdot p_{2}^{k_{2}}\dotsm p_{r}^{k_{r}}},
einer Wahrscheinlichkeitsverteilung diskreter Zufallsvariablen.

### Kombinatorische Deutungen

#### Objekte in Kisten
Der Multinomialkoeffizient {\displaystyle {\tbinom {n}{k_{1},\dotsc ,k_{r}}}} gibt die Anzahl der Möglichkeiten an, {\displaystyle n} (unterscheidbare) Objekte in {\displaystyle r} Schachteln zu legen, wobei in die erste Schachtel genau {\displaystyle k_{1}} Objekte sollen, in die zweite Schachtel {\displaystyle k_{2}} Objekte usw.

##### Beispiel
Wie viele verschiedene Möglichkeiten gibt es, von den 32 Karten eines Skatspiels je 10 Karten den 3 Spielern sowie 2 Karten in den "Skat" zu geben, wenn die Reihenfolge der Karten nicht beachtet wird?
Da es sich um {\displaystyle n=32} Objekte handelt, die in {\displaystyle r=4} Schachteln aufzuteilen sind, wobei in die ersten drei Schachteln je {\displaystyle k_{1}=k_{2}=k_{3}=10} Objekte und in die vierte Schachtel {\displaystyle k_{4}=2} Objekte sollen, ist die Anzahl der Möglichkeiten durch folgenden Multinomialkoeffizienten gegeben:
{\displaystyle {32 \choose 10,\,10,\,10,\,2}={\frac {32!}{10!\cdot 10!\cdot 10!\cdot 2!}}=2.753.294.408.504.640}

#### Anordnung von Dingen
Der Multinomialkoeffizient {\displaystyle {\tbinom {n}{k_{1},\dotsc ,k_{r}}}} gibt außerdem die Anzahl der verschiedenen Anordnungen von {\displaystyle n} Objekten an, von denen {\displaystyle k_{1},k_{2},\ldots ,k_{r}} gleich sind.

##### Beispiel
Wie viele verschiedene „Wörter“ lassen sich aus den Buchstaben MISSISSIPPI bilden?
Gesucht ist also die Anzahl der Möglichkeiten, elf Buchstaben ({\displaystyle n=11}) anzuordnen, wobei das "M" einmal ({\displaystyle k_{1}=1}), das "I" sowie das "S" jeweils viermal ({\displaystyle k_{2}=k_{3}=4}) und das "P" zweimal ({\displaystyle k_{4}=2}) vorkommt. Diese Anzahl beträgt
{\displaystyle {\binom {11}{1,4,4,2}}={\frac {11!}{1!\cdot 4!\cdot 4!\cdot 2!}}=34.650.}
Zum Vergleich: Die Anzahl der Möglichkeiten, elf paarweise verschiedene Objekte anzuordnen, ist mit 11! = 39.916.800 wesentlich höher.

## Pascalsche Simplizes
Analog zum pascalschen Dreieck der Binomialkoeffizienten lassen sich auch die {\displaystyle r}-ten Multinomialkoeffizienten als geometrische Figuren (Simplizes) anordnen: Die Trinomialkoeffizienten führen zur pascalschen Pyramide, die weiteren zu {\displaystyle r}-dimensionalen pascalschen Simplizes.